# 1091 (عدد)
ألف وواحد وتسعون 1091 هو عدد صحيح، يلي العدد 1090 وويسبق العدد 1092.

## في الرياضيات

### خصائص
- عدد طبيعي.[3]
- عدد فردي.[4][5]
- عدد موجب،[6] السالب منه هو -1091.[7]

## في التاريخ
- 1091 هـ هي سنة في التقويم الهجري.
- هي سنة 1091 م في التقويم الميلادي.

## وصلات خارجية
الأعداد الصاتمة، ديوان اللغة العربية.